# 安妮·伯尼
安妮·邦妮（英語：Anne Bonny；1697年?—18世紀），是海盜黃金時代的一位著名海盜，也是歷史上最負盛名的女海盜之一，活躍於18世紀的加勒比海地區。根據法庭的審判記錄，安妮原本是一名果園主人與女僕的私生女，從小就被當成男性撫養，長大後曾經與一名水手私奔，但在海盜船長棉布杰克的慫恿下，安妮拋棄了丈夫跟隨傑克，並與同海盜團的另一名女海盜瑪麗·里德同時成名。

## 生平

### 早年
由於缺乏關於安妮·邦妮的官方紀錄及同時代的文件，大眾對於她的認識幾乎都是來自查爾斯·詹森船長所著的《海盜通史》一書，大部份關於安妮抵達巴哈馬之前的生活細節都沒有任何史料支持。包括宣稱她於1702年在愛爾蘭科克郡出生、她是律師威廉·科馬克與婢女的女兒、母親名為瑪莉·布倫南、祖母名為佩格（Peg）、當安妮成為海盜的事情公開後，科馬克搬到美國的查爾斯頓，並買下大片田地等傳聞皆無法證實。

### 婚姻與海盜生涯開始
安妮擁有紅色的頭髮，姿色出眾，但是性格十分暴躁。當安妮13歲的時候，曾經用餐刀刺傷一名女僕的胃部，並以利劍刺傷圍繞在她身旁的眾多追求者。她後來嫁給一位短暫當過海盜的水手詹姆·伯妮。據說詹姆是為了奪取安妮父親所擁有的房地產與她結婚的，但她後來卻與父親斷絕了親子關係，甚至在田園裡縱火來報復父親，不過這些說法都沒有史料證實。
安妮與詹姆在1714年至1718年之間搬到巴哈馬的拿骚或新普羅維登斯島（New Providence），一個海盜聚集地。而詹姆也在統治者伍茲·羅傑斯於1718年夏天抵達這裡後，成為他的線人。
在巴哈馬這段期間，詹姆成為公務員，而安妮則與當地的海盜有密切的接觸，並在工作中結識了海盜棉布杰克。後來詹姆強迫安妮回到他身邊，以免她因為與人私通而遭到鞭打。此時傑克提出買下安妮·邦妮的提議，但是安妮·邦妮拒絕「像一座城堡那樣被買賣」而被判鞭刑。不過由於當時的海盜在新普羅維登斯島享有國王提供豁免權，因此她選擇與傑克一起成為海盜以避免遭受處罰。

### 海盜生涯
在安妮成為海盜後，她與瑪麗·里德在巴哈馬港口偷了一艘單桅縱帆船，搭乘它出海，並公開以女人的身分登上棉布傑克的復仇號。安妮在船上工作時也沒有喬裝成男人，她與其他海盜一起戰鬥，並因為立下大量功績而獲得其他海盜的尊敬。然而因為所有人早早知道安妮·邦妮與瑪麗·里德的性別與名字，所以她們也遭到羅傑斯的通緝，並刊登在北美洲唯一一份報紙《Boston News-Letter》上。
安妮是身為歷史上最著名的海盜之一，卻不曾擁有過自己的船隻，雖然戰績彪炳，但她受到當時歐洲社會注目的原因，更多是因為她和瑪麗與傑克之間的風流韻事。據說在瑪麗女扮男裝混上海賊船後，安妮對她懷有好感，結果安妮在發現自己被騙，準備要動手殺死瑪麗時，卻被傑克阻止，後來他們一起成了傑克的情人。據說安妮在殺人之前會露出她的胸部，讓對方明白自己是被女人所殺，以羞辱其自尊。

### 被捕與入獄
傑克的船隊在1720年10月遭到牙買加統治者喬納森·巴奈特所操縱的單桅帆船的攻擊，當時只有安妮、瑪麗與一位不知名的海盜奮力迎戰，而傑克的其他手下都無法做出有效的抵抗。關於其他船員無法迎擊的原因，有說是因為他們大都醉的不醒人事，也有些紀錄指出當時是夜晚，所以他們大部分都在睡覺。傑克與他的船員被捕後，整個海賊團都被判處吊刑，但由於安妮與瑪麗在行刑執行之前宣稱她們已經懷孕，因此她們可以按照英國法律的規定，暫時停止行刑直到她們順利生產。據說安妮對傑克說的最後一句話是「看到你在這裡令人難過，但是如果你當時像個男人一樣戰鬥的話，你現在就不用像條狗一樣被吊死」。
後來瑪麗因發燒或難產而死於獄中，而安妮的去向也自此再無任何記錄。

### 從歷史紀錄中消失
關於安妮·邦妮最後是被釋放還是遭到處死，歷史上並沒有任何紀錄顯示。傳說她父親支付了大量贖金來保釋她，也有可能她後來終究還是回到丈夫詹姆的身邊，甚至有她以新身分繼續海盜生涯的說法。然而《英國國家人物傳記大辭典》如此記述：
安妮·邦妮的子孫提供的證據顯示她的父親將她從監獄中保釋出來，並帶她回到查爾斯鎮，她後來在這裡生下傑克的第二個孩子。安妮·邦妮在1721年12月21日與一位當地男子Joseph Burleigh再婚，並生下8個孩子。她於82歲時死於南卡州，並在1782年4月25日下葬。

## 流行文化
- 在日本漫畫《名偵探柯南》劇場版第十一集《紺碧之棺》的劇情中，安妮從歷史上神秘的消失後，秘密到了太平洋賴親島（骷髏島）上，並在此一直苦苦等待瑪莉·瑞德逃獄成功。
- 英國演員比妮·巴恩斯（英语：Binnie Barnes）在1945年冒險電影《The Spanish Main》中扮演安妮·邦妮。
- 日本漫畫《航海王》中的珠寶·伯妮是根據安妮·邦妮來命名的。
- 英國小說家喬治·麥當勞·費斯特（英语：George MacDonald Fraser）的小說《The Pyrates》描述一個年老的安妮·邦妮。
- 電子遊戲《刺客信條4》中安妮根據著歷史改編以遊戲中一名角色登場，遊戲末段成為主角海盜船的軍需官。
- 安妮·邦妮在手機遊戲《Fate/Grand Order》之中與瑪莉·瑞德一同以「Rider」和「Archer」的職階登場，為雙人一組搭擋參戰的Servant當中施放寶具時出現的槍手，寶具是「比翼連理」。